# Kochiana
Kochiana is een geslacht van spinnen uit de familie vogelspinnen (Theraphosidae).

## Soorten
De volgende soorten zijn bij het geslacht ingedeeld:
- Kochiana brunnipes (C. L. Koch, 1842)